# Pseudogarypinus costaricensis
Pseudogarypinus costaricensis är en spindeldjursart som beskrevs av Beier 1931. Pseudogarypinus costaricensis ingår i släktet Pseudogarypinus och familjen Garypinidae. Inga underarter finns listade i Catalogue of Life.